# 12688 Baekeland
12688 Baekeland è un asteroide della fascia principale. Scoperto nel 1988, presenta un'orbita caratterizzata da un semiasse maggiore pari a 2,6852308 UA e da un'eccentricità di 0,1569613, inclinata di 12,04304° rispetto all'eclittica.